# Cavisoma
Cavisoma is een geslacht in de taxonomische indeling van de haakwormen, ongewervelde en parasitaire wormen die meestal 1 tot 2 cm lang worden. De worm behoort tot de familie Cavisomidae. Cavisoma werd in 1931 beschreven door Van Cleave.